# Dudes
Dudes (bra: Visitantes Indesejáveis) é um filme estadunidense de 1987, uma comédia dirigida por Penelope Spheeris e escrita por Randall Jahnson.

## Sinopse
Grant (Jon Cryer) e Biscoito (Daniel Roebuck) são punks que, entediados da vida em Nova Iorque, convencem o melhor amigos deles para viajarem em um fusca velho até a Califórnia. No caminho são atacados por uma gangue que mata o amigo deles. Grant quer fazer justiça e arrasta o medroso Biscoito.

## Elenco
- Grant - Jon Cryer
- Biscoito - Daniel Roebuck
- Milo - Flea
- Missoula - Lee Ving
- Blix - Billy Ray Sharkey
- Wes - Glenn Withrow
- Logan - Michael Melvin
- Sonny - Marc Rude
- Jessie - Catherine Mary Stewart
- Witherspoon - Calvin Bartlett
- Daredelvis - Pete Willcox
- Hezekiah - Vance Colvig Jr.
- Rhatigan - Ancel Cook
- Watts - Wycliffe Young
- Laughing Bear - Red Wing

## Trilha-sonora
- "Rock and Roll Outlaw" - Keel
- "Urban Struggle" (1987 Re-Recording) - The Vandals
- "Show No Mercy" - W.A.S.P.
- "Vengeance Is Mine" - Simon Steele and the Claw
- "These Boots Were Made for Walkin'" - Megadeth
- "Time Forgot You" - Legal Weapon
- "Jesus Came Driving Along" - Leather Nun
- "Mountain Song" (Early Version) - Jane's Addiction
- "Lost Highway" - Little Kings
- "Dudes Showdown" (Instrumental) - Charles Bernstein & Co.
- "Amazing Grace" (Instrumental) - Steve Vai